# El principio
El principio es una película mexicana de drama del director mexicano Gonzalo Martínez Ortega estrenada en 1973. Obtuvo el Premio Ariel a Mejor Película en 1974.

## Sinopsis
David es hijo de un político mexicano y decide regresar de Europa, donde realizó estudios en pintura, justo durante la Revolución Mexicana y cuando las fuerzas de Pancho Villa han tomado su pueblo natal. Esto lleva a David a reflexionar y tener recuerdos, luego de lo cual decide unirse junto a su mayordomo a la Revolución.

## Elenco
- Fernando Balzaretti - David Domínguez
- Lucha Villa - María del Rayo "La coquema"
- Narciso Busquets - Ernesto Domínguez
- Andrés García - Luciano "Chano" Muñoz
- Patricia Aspíllaga - Claudia Guadalajara
- Sergio Bustamante - Francisco Domínguez
- Lina Montes - Doña Cuca Domínguez
- Alejandro Parodi - Leobardo López
- Evangelina Martínez - Petrita Cordero
- Eduardo López Rojas - Jesús José Licona
- Bruno Rey - Gral. Cardiel
- Adolfo Torres Portillo - Don Pancho Domínguez

## Premios y reconocimientos

### Premio Ariel(1974)
| Categoría                   | Persona                 | Resultado |
| --------------------------- | ----------------------- | --------- |
| Mejor Película              | Mejor Película          | Ganadora  |
| Mejor Director              | Gonzalo Martínez Ortega | Ganador   |
| Mejor Actriz                | Lucha Villa             | Nominada  |
| Mejor Coactuación Masculina | Sergio Bustamante       | Ganador   |
| Mejor Coactuación Masculina | Andrés García           | Nominado  |
| Mejor Coactuación Masculina | Alejandro Parodi        | Nominado  |
| Mejor Coactuación Femenina  | Lina Montes             | Ganadora  |
| Mejor Guion Cinematográfico | Gonzalo Martínez Ortega | Nominado  |
| Mejor Argumento Original    | Gonzalo Martínez Ortega | Ganador   |
| Mejor Edición               | Carlos Savage           | Ganador   |
| Mejor Música                | Rubén Fuentes           | Ganador   |

## Artículos complementarios
- Anexo:Premio Ariel a la mejor película

## Sitios exteriores
- El principio en Internet Movie Database (en inglés).
- El principio 1972 en YouTube.

- Datos: Q16482290